# Eleições regionais no País Basco em 2001
As eleições regionais no País Basco em 2001 foram a realizadas a 13 de Maio e, serviram para eleger os 75 deputados ao Parlamento Regional.
Num clima de grande polarização entre nacionalistas bascos e anti-nacionalistas, e, com o fim da trégua da ETA em 2000, os resultados deram a vitória à coligação entre Partido Nacionalista Basco e Eusko Alkartasuna, que conquistou 42,7% dos votos e 33 deputados, ficando a 5 deputados da maioria absoluta.
O Partido Popular, apesar de ter conquistado o seu melhor resultado regional com 23,2% dos votos e 19 deputados, falhou o seu objectivo de tirar os nacionalistas do poder.
O Partido Socialista do País Basco - Esquerda Basca, subiu para os 17,9% dos votos e 13 deputados, mas não conseguiu ter maioria com os populares, para impedir um novo governo nacionalista.
O Herri Batasuna, representante da esquerda abertzale, obteve o seu pior resultado eleitoral da história, conquistando 10,1% e 7 deputados. O fim da trégua da ETA, no ano anterior, segundo muitos, prejudicou eleitoralmente os abertzales.
Por fim, a Esquerda Unida conquistou mais um lugar, passando a ter 3 deputados.
Após as eleições, a coligação PNV-EA decidiu formar governo com a Esquerda Unida, com apoio parlamentar da esquerda abertzale.

## Resultados Oficiais
| Partido                 | Partido                                           | Votos     | %               | +/-    | Deputados | +/-    |
| ----------------------- | ------------------------------------------------- | --------- | --------------- | ------ | --------- | ------ |
|                         | Partido Nacionalista Basco-Eusko Alkartasuna      | 604 222   | 42,38 / 100,00  | 6,19   | 33 / 75   | 6      |
|                         | Partido Popular                                   | 326 933   | 22,93 / 100,00  | 3,08   | 19 / 75   | 3      |
|                         | Partido Socialista do País Basco - Esquerda Basca | 253 195   | 17,76 / 100,00  | 0,41   | 13 / 75   | 1      |
|                         | Euskal Herritarrok                                | 143 139   | 10,04 / 100,00  | 7,62   | 7 / 75    | 7      |
|                         | Esquerda Unida                                    | 78 862    | 5,53 / 100,00   | 0,07   | 3 / 75    | 1      |
|                         | Outros                                            | 7 918     | 0,56 / 100,00   |        | 0 / 75    |        |
| Votos Inválidos         | Votos Inválidos                                   | 17 727    | 1,24 / 100,00   | 0,68   |           |        |
| Total                   | Total                                             | 1 431 996 | 100,00 / 100,00 |        | 75 / 75   |        |
| Eleitorado/Participação | Eleitorado/Participação                           | 1 813 356 | 78,97 / 100,00  | 8,98   |           |        |
| Fonte                   | Fonte                                             | [ 10 ]    | [ 10 ]          | [ 10 ] | [ 10 ]    | [ 10 ] |

## Resultados por Províncias
| Província  | %      | D      | %     | D  | %      | D      | %     | D  | %    | D  | D  | Votantes  |
| Província  | PNV-EA | PNV-EA | PP    | PP | PSE-EE | PSE-EE | EH    | EH | IU   | IU | D  | Votantes  |
| ---------- | ------ | ------ | ----- | -- | ------ | ------ | ----- | -- | ---- | -- | -- | --------- |
| Álava      | 33,55  | 9      | 32,47 | 9  | 20,43  | 5      | 6,13  | 1  | 5,92 | 1  | 25 | 194 300   |
| Biscaia    | 43,42  | 12     | 23,45 | 6  | 18,06  | 4      | 8,00  | 2  | 5,65 | 1  | 25 | 776 808   |
| Guipúscoa  | 44,33  | 12     | 18,04 | 4  | 16,13  | 4      | 15,12 | 4  | 5,17 | 1  | 25 | 460 888   |
| País Basco | 42,38  | 33     | 22,93 | 19 | 17,76  | 1      | 10,04 | 7  | 5,53 | 3  | 75 | 1 431 996 |

### Álava
| Partido                 | Partido                                           | Votos   | %               | +/-  | Deputados | +/-     |
| ----------------------- | ------------------------------------------------- | ------- | --------------- | ---- | --------- | ------- |
|                         | Partido Nacionalista Basco-Eusko Alkartasuna      | 64 832  | 33,55 / 100,00  | 5,62 | 9 / 25    | 2       |
|                         | Partido Popular                                   | 62 737  | 32,47 / 100,00  | 5,81 | 9 / 25    | 2       |
|                         | Partido Socialista do País Basco - Esquerda Basca | 39 469  | 20,43 / 100,00  | 3,62 | 5 / 25    | Estável |
|                         | Euskal Herritarrok                                | 11 836  | 6,13 / 100,00   | 5,93 | 1 / 25    | 2       |
|                         | Esquerda Unida                                    | 11 430  | 5,92 / 100,00   | 0,29 | 1 / 25    | Estável |
|                         | Outros                                            | 1 232   | 0,64 / 100,00   |      | 0 / 25    |         |
| Votos Inválidos         | Votos Inválidos                                   | 2 764   | 1,43 / 100,00   | 0,52 |           |         |
| Total                   | Total                                             | 194 300 | 100,00 / 100,00 |      | 25 / 25   |         |
| Eleitorado/Participação | Eleitorado/Participação                           | 245 830 | 79,04 / 100,00  | 8,77 |           |         |

### Biscaia
| Partido                 | Partido                                           | Votos   | %               | +/-   | Deputados | +/-     |
| ----------------------- | ------------------------------------------------- | ------- | --------------- | ----- | --------- | ------- |
|                         | Partido Nacionalista Basco-Eusko Alkartasuna      | 335 945 | 43,42 / 100,00  | 4,85  | 12 / 25   | 2       |
|                         | Partido Popular                                   | 181 404 | 23,45 / 100,00  | 3,25  | 6 / 25    | 1       |
|                         | Partido Socialista do País Basco - Esquerda Basca | 139 684 | 18,06 / 100,00  | 0,21  | 4 / 25    | 1       |
|                         | Euskal Herritarrok                                | 61 894  | 8,00 / 100,00   | 6,57  | 2 / 25    | 2       |
|                         | Esquerda Unida                                    | 43 701  | 5,65 / 100,00   | 0,55  | 1 / 25    | Estável |
|                         | Outros                                            | 4 855   | 0,63 / 100,00   |       | 0 / 25    |         |
| Votos Inválidos         | Votos Inválidos                                   | 9 325   | 1,20 / 100,00   | 0,76  |           |         |
| Total                   | Total                                             | 776 808 | 100,00 / 100,00 |       | 25 / 25   |         |
| Eleitorado/Participação | Eleitorado/Participação                           | 981 803 | 79,12 / 100,00  | 15,59 |           |         |

### Guipúscoa
| Partido                 | Partido                                           | Votos   | %               | +/-   | Deputados | +/-     |
| ----------------------- | ------------------------------------------------- | ------- | --------------- | ----- | --------- | ------- |
|                         | Partido Nacionalista Basco-Eusko Alkartasuna      | 203 445 | 44,33 / 100,00  | 8,69  | 12 / 25   | 2       |
|                         | Partido Popular                                   | 82 792  | 18,04 / 100,00  | 1,49  | 4 / 25    | Estável |
|                         | Partido Socialista do País Basco - Esquerda Basca | 74 042  | 16,13 / 100,00  | 0,09  | 4 / 25    | Estável |
|                         | Euskal Herritarrok                                | 69 409  | 15,12 / 100,00  | 10,09 | 4 / 25    | 3       |
|                         | Esquerda Unida                                    | 23 731  | 5,17 / 100,00   | 0,58  | 1 / 25    | 1       |
|                         | Outros                                            | 1 831   | 0,40 / 100,00   |       | 0 / 25    |         |
| Votos Inválidos         | Votos Inválidos                                   | 5 638   | 1,23 / 100,00   | 0,64  |           |         |
| Total                   | Total                                             | 460 888 | 100,00 / 100,00 |       | 25 / 25   |         |
| Eleitorado/Participação | Eleitorado/Participação                           | 585 750 | 78,68 / 100,00  | 8,63  |           |         |